# Hugh Lloyd-Jones
Sir Peter Hugh Jefferd Lloyd-Jones (Saint Peter Port, 21 settembre 1922 – Wellesley, 5 ottobre 2009) è stato un filologo classico e grecista britannico.
Studioso del mondo antico e uno tra i maggiori grecisti della seconda metà del XX secoli, ricoprì il prestigioso titolo di Regius Professor of Greek nell'Università di Oxford.

## Biografia
Lloyd-Jones studiò dapprima alla Westminster School, dove si interessò di Storia Moderna, per poi seguire il consiglio del suo preside, J. T. Christie, ovvero quello di dedicarsi allo studio dell'antichità. Continuò i suoi studi nell'Università di Oxford, che furono però interrotti dallo scoppio della seconda guerra mondiale. In questo periodo fu di servizio per l' "Intelligence Corps" in India ed imparò il giapponese. Nonostante l'opportunità di proseguire una carriera da orientalista (come poteva garantirgli la sua non comune abilità con le lingue), decise di rifiutare il servizio a Bletchley Park, che lo avrebbe portato in Myanmar, per continuare i suoi studi classici. Alla fine della guerra ottenne il grado di Capitano.
Lloyd-Jones si laureò a pieni voti in "Literae Humaniores", e vinse numerosi premi universitari. Per un periodo fu Fellow del Jesus College, a Cambridge, e qui incontrò la sua prima moglie, Frances Hedley, che era al tempo studentessa di Lettere Classiche al Newnham College. I due si sposarono nel 1953, ed ebbero tre figli. Nel 1951 Lloyd-Jones tornò ad Oxford dove divenne il primo detentore del "E.P Warren Praelectorship" presso il Corpus Christi College.
Sono stati suoi allievi numerosi studenti destinati a diventare eminenti studiosi (tra gli altri si ricorda Martin Litchfield West). Nel suo discorso inaugurale come Regius Professor of Greek, nel 1961, chiese una riduzione dell'importanza degli insegnamenti di composizione in lingue antiche, così come quelli tradizionali di letteratura e lingua, e una maggiore enfasi sugli studi di filosofia antica, di storia e archeologia.
Contribuì alla pubblicazione del Dyskolos di Menandro (1960), e di Sofocle (1990, insieme a Nigel Wilson), per la prestigiosa collana Oxford Classical Texts, ed inoltre all'edizione e traduzione dei Frammenti di Eschilo (1960) e di Sofocle (2000) per la Loeb Classical Library.
Lloyd- Jones è stato eletto Fellow della British Academy nel 1966, è stato membro di cinque accademie estere ed ha ricevuto dottorati onorari dall' Università di Chicago, Tel Aviv, Göttingen e Tessalonica.
Dopo il divorzio dalla prima moglie, Lloyd-Jones si risposò nel 1982 con Mary Lefkowitz, professoressa emerita di Studi Classici al Wellesley College nel Massachusetts, e trascorse gli ultimi anni della sua vita nella loro casa a Wellesley.

## Principali pubblicazioni
- (ed.), Menandri Dyskolos (Scriptorum classicorum bibliotheca Oxoniensis. Oxford: Clarendon Press, 1960)
- (ed.), Females of the Species: Semonides on Women (Park Ridge, NJ: Noyes, 1975)
- Myths of the Zodiac (New York: St. Martin's, 1978)
- Mythical Beasts (London: Duckworth, 1980)
- Classical Survivals: The Classics in the Modern World (London: Duckworth, 1982)
- Blood for the Ghosts: Classical Influences in the Nineteenth and Twentieth Centuries (Baltimore: Johns Hopkins University Press, 1983)
- (con Peter J. Parsons, edd.), Supplementum Hellenisticum (Texte und Kommentare no. 11. Berlin - Boston: Walter De Gruyter, 1983)
- The Justice of Zeus (2nd ed. Sather Classical Lectures, no. 42. Berkeley: University of California Press, 1983)
- Greek Comedy, Hellenistic Literature, Greek Religion, and Miscellanea: The Academic Papers of Sir Hugh Lloyd-Jones (Oxford: Oxford University Press, Clarendon Press, 1990)
- Greek Epic, Lyric, and Tragedy: The Academic Papers of Sir Hugh Lloyd Jones (Oxford: Oxford University Press, Clarendon Press, 1990)
- Greek in a Cold Climate (London: Duckworth, 1991)
- (con Nigel Guy Wilson), Sophoclea: Studies on the Text of Sophocles (Oxford: Clarendon Press, 1990)
- (con Nigel Guy Wilson, edd.), Sophoclis Fabulae (Scriptorum classicorum bibliotheca Oxoniensis. Oxford: Clarendon Press, 1990)
- Sophocles: Second Thoughts (Hypomnemata, no. 100. Göttingen : Vandenhoeck und Ruprecht, 1997)
- (con Marius Skempis), Supplementum Supplementi Hellenistici (Texte und Kommentare no. 26. Berlin - New York: Walter De Gruyter, 2005)